# Volney B. Palmer
La Volney B. Palmer es una agencia publicitaria de Estados Unidos.
En EE. UU. la profesión publicitaria comenzó en Filadelfia, Pensilvania, en 1841, cuando Volney B. Palmer se instaló como agente de publicidad, ampliamente considerado para representar el nacimiento de la publicidad moderna, marca el comienzo de una industria creativa que ha transformado a muchas obras comerciales en iconos culturales. Fue el precursor de la agencia de publicidad, se instaló en los negocios, como un intermediario entre los medios de comunicación y los anunciantes. A diferencia de Charles Barker y otros “agentes del espacio", solicitó órdenes de publicidad de los anunciantes que de otra manera los han colocado directo, al parecer por dar asesoramiento gratuito sobre opciones entre los periódicos rivales y ofrecer a escribir los anuncios en forma gratuita. Para pagar por estos servicios y atender sus gastos generales, la comisión exigió de la editorial, sobre la base de que representaba una fuente de grandes pedidos regulares del espacio y de una sola fuente para hacer frente, en lugar de cientos. De este modo inventó el sistema de comisiones de la remuneración de la agencia de publicidad, que sigue siendo la norma hoy en día en los EE. UU. y el Reino Unido. En 1850, Palmer se había abierto oficinas en Boston y Nueva York y fue la publicación de VB Negocios Palmer-Men's Almanac. Su éxito atrajo a otros a seguir su ejemplo, y en el momento de su muerte pocos años después, Francis Ayer compró Palmer y fundó NW Ayer & Son, una agencia que todavía existe hoy en día. Ayer transformado la práctica estándar de agente de facturación por los anunciantes exactamente lo que paga a los editores más una comisión acordada. Pronto Ayer no solo fue el espacio de venta, sino que también la realización de investigaciones de mercado y escribir la copia de la publicidad.
La tasa normal de la comisión de hasta el 15 por ciento - que es la tasa estándar para la mayoría de los medios de comunicación, pero no todos, hoy en día. Los agentes contratados con los periódicos de grandes cantidades de espacio publicitario en las tasas de descuento y luego revender el espacio a los anunciantes a un ritmo mayor.
A principios del siglo XX, las agencias se profesionalizan y seleccionan con mayor rigurosidad los medios donde colocar la publicidad. Es así como la creatividad comienza a ser un factor importante a la hora de elaborar un anuncio. En los años 30 nace una famosa técnica creativa: el brainstorming, aunque no fue hasta la década de 1960 cuando se usó de manera habitual.
- Datos: Q4016220